# Gioia Tauro
Gioia Tauro – miejscowość i gmina w południowych Włoszech, w regionie Kalabria, w prowincji Reggio Calabria.
Według danych na 2022 r. gminę o powierzchni 39,87 km² zamieszkiwały 19 216 osoby.
Port morski w Gioia Tauro jest największym portem Włoch pod względem liczby przeładowywanych kontenerów. Nieoficjalnie kontrolowany jest on przez ’Ndranghetę.